# Espills (poble)
Espills és un poble pertanyent al terme municipal de Tremp, de la comarca del Pallars Jussà. Antigament pertanyia al terme ribagorçà de Sapeira, agregat a Tremp el 1970.
Entre 1812, a ran de l'aplicació de la Constitució de Cadis, i febrer del 1847, Espills formà ajuntament, que desaparegué en fixar-se que el nombre de veïns (caps de família) havia de sobrepassar els 30, per mantenir la independència municipal. En aquell moment s'uní a Sapeira.
Està situat lleugerament al nord-oest de Tremp, gairebé al centre de l'antic municipi de Sapeira. Aturonat a més de mil metres d'alçada, es poble es formà a redós d'un castell defensiu de la riba esquerra de la Noguera Ribagorçana.
Hi resten les ruïnes del castell d'Espills, a més de l'església parroquial de sant Pere, que fou possessió del monestir de Lavaix. Aquesta església està documentada al segle xi, però fou del tot refeta al xviii. Al sud del poble, a uns 300 metres, hi ha la capella romànica de la Mare de Déu del Solà.
Aquest poble, i la seva parròquia, havia pertangut al bisbat de Roda, que més endavant fou integrat en el de Lleida, dins de l'arxiprestat de Tolba. Actualment encara és així, i Espills, juntament amb tot de pobles de la franja de ponent del Pallars Jussà pertany a la Unitat pastoral 27 d'aquest bisbat, que està regida pel rector d'Areny de Noguera, el qual pertany a la diòcesi de Barbastre-Montsó.
Al voltant d'Espills hi ha diversos masos, que formaven la població dispersa del nucli. En un d'ells, el mas Concurrell, hi ha la capella de sant Martí. Prop d'aquest mateix mas hi ha també les restes de l'església de Sant Cosme d'Espills i, probablement, les del castell de Sant Eulàlia.
Dins del terme d'Espills hi havia hagut el castell de Santa Eulàlia, documentat al segle xi, però que degué ser de vida efímera, passant a dependre del d'Espills. Els documents l'esmenten com a termenal dels termes del Castellet, Espluga de Serra, Sapeira i Aulàs.

## Etimologia
El nom del poble ve, segons Coromines, del nom comú romànic espill, sinònim de mirall. L'explicació rau en el fet que aquests castells tenien sobretot una funció de guaita i de comunicació a través de reflexos, sovint fets amb miralls.

## Història
En el cens del 1359, Espills apareix amb 9 focs (uns 45 habitants). En el Fogatge del 1553 hi consten 3 focs (uns 15 habitants). Finalment, en el cens del 1831, dins del Corregiment de Talarn, Espills tenia 58 habitants, i vers l'any 1900 tenia 45 edificis i 40 habitants. Com es pot deduir, el despoblament de la població ja estava en un grau avançat.
Seguint el procés de despoblament que està experimentant en els cent últims anys tota la comarca, Espills tenia 18 habitants el 1970, 5 el 1981 i es manté amb 5 el 2006.
El senyoriu medieval era en mans dels barons d'Erill, que el mantingueren durant molt segles. El 1831, quan s'extingiren els senyorius, però, ja havia canviat de mans, i era possessió dels Sobirà.
El poble havia tingut molí fariner.
El 1845 es publicà el Diccionario geográfico..., de Pascual Madoz. A l'article dedicat a Espills es pot llegir que és un poble situat sobre una roca escarpada, en un lloc que només té dos accessos. Ventilat a tots els vents, el clima és fred, però saludable. Tenia en aquell moment 8 cases i les ruïnes d'una torre antiga i de fortificacions. Pertanyen al seu districte les caseries de la Ribereta i del Mas de Alturo o Arturo, on hi ha el molí fariner. El terreny del terme és muntanyós, aspre, trencat, amb molta roca i precipicis; s'hi treballen uns 200 jornals de mala qualitat, a més d'alguns sectors artigats. Hi ha molt de bosc de roures, alzines, boixos i matolls, del qual se serveixen els veïns de Talarn i de Tremp. S'hi produeix sègol, mestall, patates i vi de mala qualitat; s'hi crien cabres i porcs, i alguns bous per a les feines del camp. Hi havia cacera de llebres, perdius, conills i animals perjudicials. La població estava formada per 5 veïns (caps de família) i 32 ànimes (habitants).
Madoz s'estén a parlar de l'existència de les dues esglésies del poble, Sant Pere i Santa Maria.